# Nyugat Könyvtár
A Nyugat Könyvtár egy 20. század eleji magyar könyvsorozat, a Nyugat egyik projektje. Fenyő Miksa és Hatvany Lajos szerkesztésében magyar klasszikus és kortárs szerzőket, illetve a folyóirat szerzőinek fordításában kortárs világirodalmi alkotókat adott közre.
Az 1911–1912-ben megjelent sorozat a következő köteteket tartalmazta:
- 1–3. szám. Gyűjtemény Ady Endre verseiből. (109 l.)
- 4. szám. Móricz Zsigmond. Tragédia. Négy elbeszélés. (62 l.)
- 5. szám. Wedekind Frank. Novellák. Fordította Karinthy Frigyes. (63 l.)
- 6–7. szám. Schnitzler Arthur. Az élet szava. Színmű 3 felvonásban. Fordította Salgó Ernő. (88 l.)
- 8. szám. Barrès Maurice. Erzsébet királyné, a magányosság császárnője. Fordította Tóth Árpád. (59, 1 l.)
- 9. szám. Hatvany Lajos. Gyulai Pál estéje. (82, 1 l.)
- 10–11. szám. Ignotus. Színházi dolgozók. (127,. 1 l.)
- 12. szám. Ambrus Zoltán. Ifjúság. Elbeszélések. (74, 1 l.)
- 13. szám. Laczkó Géza. A porosz levél. Madame de Rothe halála. (61, 1 l.)
- 14. Kleist: Két novella. Ford.: Telekes Béla. 62 l.
- 15. Csokonai Vitéz Mihály: Az özvegy Karnyóné s két szeleburdiak. Vígjáték 3 felvonásban. Vitéz Mihály ébresztése. Ady Endre verse. 60 l.
- 16–17. Maeterlinck Maurice: A kék madár. Tündérjáték 5 felvonásban. Ford.: Adorján Andor. 120 l.
- 18. Babits Mihály: Két kritika. 68, 1 l.
- 19. Bródy Sándor: Lárvák. 62, 1 l.
- 20–21. Bang Herman: A fehér ház. Dán regény. Ford. Elek Artúr. 122 l.
- 22. Fogazzaro Antonio: Szétfoszlott idyllek. Ő Felsége látogatása. Olaszból ford.: Elek Artúr. 52, 1 l.
- 23. Krúdy Gyula: Esti út. Elbeszélések. 57, 2 l.
- 24. Schönherr Károly: Hit és szülőföld. Színmű. Ford.: Telekes Béla. 85 l.
- 25. Csáth Géza: A Janika. Tragikomédia. 60 l.
- 26. Kaffka Margit: Tallózó évek. Versek. 38, 1 l.
- 27–28. Renan Ernest: Az akropoliszi ima. Zsidó faj, zsidó vallás. Henriette néném. Ford.: Laczkó Géza. 88 l.
- 29–30. Ady Endre: Vallomások és tanulmányok. 101 l.
- 31. Szép Ernő: Kucséber kosár. 62 l.
- 32–33. Capus Alfréd: A kalandor. Színmű. Ford.: Szép Ernő. 124 l.
- 34. Tersánszky Józsi Jenő: A tavasz napja sütötte. Elbeszélések. 62 l.
- 35. Radó Sámuel: A politikai Robinson. 61 l.
- 36–37. Szomory Dezső: Lőrinc emléke. 88 l.